# Tombali

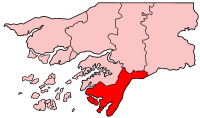
Regionens läge i Guinea-Bissau.

Tombali är en av Guinea-Bissaus administrativa regioner och är belägen i de södra delarna av landet, med kust mot Atlanten i väster och gräns mot Senegal i söder. Befolkningen uppgick till 102 482 invånare vid folkräkningen 2009, på en yta av 3 736,5 kvadratkilometer. Den administrativa huvudorten är Catió. 

## Administrativ indelning
Regionen är indelad i fem sektorer:
- Bedanda
- Cacine
- Catió
- Komo
- Quebo